# The Trip (MTV)
The Trip was een reisprogramma op MTV.
In dit programma moesten twee teams reizen in tegenstellende richtingen, de reis werd gefilmd door de kandidaten zelf.
In The Trip was het niet de bedoeling om als snelste bij een bepaalde plek te zijn, het doel was alleen binnen 21 dagen op de afgesproken plek aan te komen. In seizoen 4 veranderde dit.

## Seizoenen

### Seizoen 1 2003
Seizoen 1 ging van de Noordkaap naar Gibraltar. Giel Beelen verzorgde de voice-over.
- Co en Rogier gingen van de Noordkaap naar Gibraltar.
- Steffen en Flip gingen van Gibraltar naar de Noordkaap.

### Seizoen 2 2004
Seizoen 2 ging van Kaap de Goede Hoop naar de Victoriawatervallen, ze volgde hiermee in de voetsporen van David Livingstone.
- Jaap en Gijs gaan van Kaap de Goede Hoop naar de Victoriawatervallen.
- Aren en Thomas gaan van de Victoriawatervallen naar Kaap de Goede Hoop.

### Seizoen 3 2005
Seizoen 3 was in tegenstelling tot de twee vorige series anders, dit seizoen hadden ze twee vrouwelijke teams: The female edition.
- De tweeling Dianne en Wendy Caris ging van de Sahara in Marokko naar Sint-Petersburg
- Fleur en Simone volgden de omgekeerde route

### Seizoen 4 2006
Seizoen 4 was een Europees seizoen, deze editie deden er drie teams uit verschillende landen mee dit vanuit drie verschillende plekken zo snel mogelijk bij het eindpunt moesten komen.